# 庫氏大眼鯒
庫氏大眼鯒為輻鰭魚綱鮋形目牛尾魚亞目牛尾魚科的其中一種，分布於西印度洋的塞席爾群島海域，屬底棲性魚類，體長可達30公分，屬肉食性，生活習性不明。

## 擴展閱讀
維基物種上的相關：庫氏大眼鯒